# ساقين (صعدة)

تعديل مصدري - تعديل

ساقين هي مدينة ومركز مديرية ساقين بمحافظة صعدة اليمنية، بلغ تعداد سكانها 3011 نسمة حسب الإحصاء الذي أجري عام 2004.